# Ernesto Ruffini
Ernesto Ruffini (né le 19 janvier 1888 à San Benedetto Po, en Lombardie, Italie, et mort le 11 juin 1967 à Palerme) est un cardinal italien de l'Église catholique du XXe siècle, nommé par le pape Pie XII. Il est le fondateur de la société du service social missionnaire.

## Biographie
Ernesto Ruffini étudie à Mantoue, à Milan et à Rome. Après son ordination, il est professeur de sciences bibliques au séminaire de la propagande de Rome, où il a parmi ses élèves le futur cardinal Ottaviani, et à l'athénée De Propaganda Fide à Rome.
En 1928, Pie XI le nomme secrétaire de la Congrégation des universités et des séminaires et substitut pour la censure des livres à la Congrégation du Saint-Office. En 1931, il est nommé recteur de l'université du Latran.
Il est nommé archevêque de Palerme le 11 octobre 1945 et consacré évêque le 8 décembre de la même année. Le pape Pie XII le crée cardinal lors du consistoire du 18 février 1946. Il fait son entrée en grande pompe dans la ville le 31 mars, dans une calèche tirée par six chevaux.
Le cardinal Ruffini est administrateur apostolique de l'éparchie de Piana degli Albanesi, administrateur apostolique sede vacante de Administrateur apostolique de Trapani en 1947 et administrateur sede vacante de Administrateur apostolique de Mazara del Vallo en 1950.
Menant une importante action sociale « paternaliste » par la création de centres de santé, d'écoles maternelles, de nouvelles églises dans les quartiers pauvres et la construction d'un îlot de logement social qui porte son nom, il est le fondateur de la société du service social missionnaire et promu doctor honoris causa de l'université de Buenos Aires et de l'université de Palerme.
Ruffini participe au conclave de 1958 (élection de Jean XXIII) et au conclave de 1963 (élection de Paul VI). Il assiste au IIe concile du Vatican en 1962-1965, dont il fait partie de la présidence.
Ruffini fait l'objet de multiples controverses sur son engagement politique très affiché qui lui vaut le surnom de « roi des Deux-Siciles », dominant le profane comme le sacré. Monarchiste, il soutient le maintien de la royauté lors du référendum de 1946 et doit prévenir les débordements des séparatistes. Il garantit l'essor de la démocratie chrétienne, en s'opposant à l'activisme de Danilo Dolci dont il réfute l'idée d'un abandon de la Sicile par les autorités, ou en lançant l'anathème contre la dissidence de Silvio Milazzo. Il lui est également reproché une attitude complice face à la mafia, allant plusieurs fois jusqu'à nier son existence en Sicile (déclarant notamment : « La mafia, qu'est-ce que c'est ? Une marque de fromage ou une invention des communistes ? » ou en écrivant en 1963 au secrétaire d’État Angelo Dell'Acqua que la mafia n'est pas une association organisée mais des crimes de droit commun).
Il est proche du général Franco et du président Salazar.
Il meurt le jour des élections régionales de 1967 en Sicile, peu après avoir voté.

## Succession apostolique
Ernesto Ruffini a ordonné les évêques suivants :
- Archevêque Corrado Mingo (it) (1951)
- Évêque Filippo Aglialoro (de) (1957)
- Évêque Francesco Tortora (it), O.M. (1962)
- Évêque Giuseppe Mancuso (it) (1962)
- Évêque Giuseppe Petralia (it) (1963)